# Sydasien

Sydasien enligt annan vanlig definition.

Artikeln behandlar en del av Asien. För tidskriften se Sydasien (tidskrift).
Sydasien är den centrala södra delen av Asien. Den ligger söder om Himalaya och norr om Indiska oceanen. Till Sydasien räknas oftast Indien, Pakistan, Bhutan, Nepal, Maldiverna, Bangladesh och Sri Lanka. Av kulturhistoriska skäl hänförs ibland Myanmar till Sydasien, liksom Tibet. FN räknar i sin regionindelning dessutom in Iran och Afghanistan.

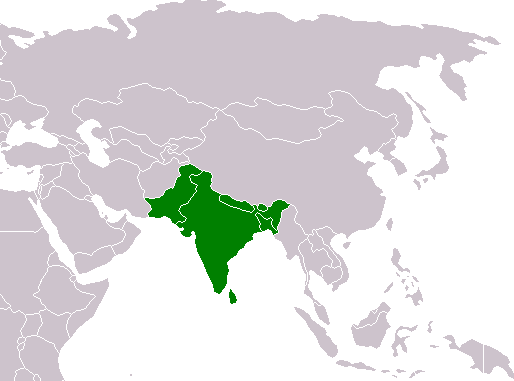
Sydasien enligt en vanlig definition.

## Utsträckning
Sydasien kan definieras på flera olika sätt. Den centrala delen är i regel Indiska halvön (historiskt känd som Främre Indien), vilket i första hand innebär staten Indien. Därutöver inräknas i regel ett antal större eller mindre grannländer till Indien, på eller i anslutning till Indiska halvön.
Sydasien är bara en del av den södra delen av Asien. Den övergår i väster till Sydvästasien, i norr till Centralasien och öster till Sydostasien. Gränserna mellan regionerna definieras både av historien och geografin. Den sydasiatiska regionen avgränsas i söder av hav, i öster av djungel och mindre bergskedjor, i norr av höga berg (Himalaya och Karakorum) och i väster av berg och ökenområden (Hindukush och det arida Baluchistan).
Afghanistan – som genomkorsas av det nämnda Hindukush) är en övergångszon både mot Sydvästasien och mot Centralasien. Landet har kulturella och historiska (se iranska språk och turkiska språk) kopplingar åt alla hållen.

### FN:s definition
Enligt FN:s indelning för statistisk redovisning ingår följande länder och territorier:
- Afghanistan
- Bangladesh
- Bhutan
- Indien
- Iran
- Maldiverna
- Nepal
- Pakistan
- Sri Lanka
- Brittiska territoriet i Indiska oceanen

Av dessa räknas ofta Iran till Sydvästasien, medan Afghanistan i vissa källor räknas som del av Sydvästasien eller Centralasien.

## Historia
För fördjupning och källor, se Indiska subkontinentens historia, Sri Lankas historia, Nepals historia, Bhutans historia, Burmas historia, Maldivernas historia och Afghanistans historia
Den tidigast kända stenålderskulturen i området fanns  vid en av floden Indus bifloder i nuvarande Pakistan. Där har man hittat redskap som beräknas vara mellan 200 000 och 400 000 år gamla. I samma område fanns under bronsåldern (ca 2500–1700 f.Kr) en av världens tidigaste högkulturer, Induskulturen, även kallad Harappakulturen. Den hade ett starkt centralstyre och en väl utvecklad teknologi och byggde stora städer.
Sydasiens historia präglas av olika folkinflyttningar/erövringar. Från cirka 2000 f.Kr. flyttade människor som talade indoariska språk in från nordväst och lade grunden för det system av religion och samhällsregler som senare kom att benämnas hinduism. På 500-talet f.Kr. kom erövrare från det persiska riket, på 300-talet f.Kr. gick Alexander den store så långt som till Indus och under de följande århundradena kom flera invasioner från hellenistiska riken med centrum i Afghanistan. En ny stor invasionsvåg med början på 700-talet e.Kr. skapade med tiden stora muslimska riken i Indien. Oavsett invasioner och maktförhållanden har området alltid präglats av en stor mångfald vad gäller språk, religioner och andra kulturyttringar, och även under de stora härskardynastiernas tid har det funnits ett antal större eller mindre områden som varit självständiga riken eller legat utanför de stora maktbasernas räckvidd.
Från 1500-talet kom Sydasien gradvis under brittisk dominans, framför allt genom brittiska ostindiska kompaniet. Sri Lanka blev 1802 den brittiska kronkolonin Ceylon, och från 1858 var nuvarande Pakistan, Indien och Bangladesh den brittiska kronkolonin Brittiska Indien. 1886 erövrades Burma av britterna och gjordes till en provins inom Brittiska Indien. De självständiga staterna Nepal, Bhutan, Maldiverna och Afghanistan besegrades under 1800-talet av Storbritannien och gjordes till brittiska protektorat med begränsad självständighet.
Afghanistan och Nepal blev självständiga 1919 respektive 1923. 1947 delades Brittiska Indien upp i de självständiga länderna Indien och Pakistan, och 1971 delades Pakistan och staten Bangladesh skapades. Ceylon (senare Sri Lanka) och Burma (senare Myanmar) blev självständiga 1948 och Maldiverna 1965. Indien, Sri Lanka, Pakistan och Bangladesh fortsatte efter självständigheten att tillhöra Brittiska samväldet. 

## Religion
De två världsreligionerna hinduism och buddhism har sitt ursprung i Sydasien, liksom sikhismen och jainismen. Islam har förts till området genom påverkan och erövring västerifrån. Kristendomen har introducerats av missionärer och genom den brittiska kolonialmakten. 
Den största religionen i Sydasien är hinduism, följt av islam. I början av 2000-talet var cirka två tredjedelar av regionens invånare hinduer, medan en knapp tredjedel var muslimer. Resten (enligt vissa beräkningar cirka 7 procent) av befolkningen fördelade sig på 2 procent sikher, 2 procent buddhister, 2 procent kristna och 1 procent övriga religioner.